# Bliski istok
Bliski istok (hrv. sinonimi: „Prednji istok” ili „Srednji istok”) je zapadnjački geopolitički naziv za područja sjeveroistočne Afrike i jugozapadne Azije čije su granice slabo definirane. Preuzet je iz francuskog oblika Proche-Orient kojim su se početkom 19. stoljeća označavala područja pod osmanlijskom vlašću (uključujući Balkan) odnosno koji je bio antonimom Dalekom istoku, dok naziv „Srednji istok” potječe iz engleskog oblika Middle East kojim se na prijelazu u 20. stoljeće podrazumijevalo područje između Osmanskog Carstva i Britanske Indije (okvirno Iranska visoravan, Mezopotamija i Arabija). Nakon raspada kolonijalnih carstava u 20. stoljeću dva su pojma redefinirana stapanjem u jedno zemljopisno područje iz kojeg je isključen Balkan, a „Bliski” i „Srednji istok” počinju se koristiti kao sinonimi u svim jezicima pa tako i u hrvatskom, dok je engleski specifičan po tome da je oblik „Srednji” zadržao primarno značenje.
Danas se nazivom „Bliski istok” najčešće služe arheolozi i povjesničari u kontekstu suvremenih granica Starog Istoka odnosno područja na kojima su u starom vijeku postojale civilizacije u uskoj kulturološkoj interakciji, a uključuju Levant (današnja Sirija, Libanon, Jordan, Izrael i Palestina), Malu Aziju (današnja Turska), Mezopotamiju (Irak i istočna Sirija) i iransku visoravan (Iran, Afganistan i zapadni Pakistan). U suvremenom kontekstu, „Bliski istok” se osim po zemljopisnim ne može ni okarakterizirati određenim kulturološkim čimbenicima s obzirom na nihovu heterogenost u etničko-jezičnom i vjerskom smislu, a kritizira ga se i zbog eurocentrične naravi. Alternativni naziv koji se pojavio u novije vrijeme i koji tek treba steći raširenu uporabu je Jugozapadna Azija.

## Karakteristike
U zapadnom svijetu Bliski istok se općenito smatra pretežito islamskom arapskom zajednicom. Ipak ovo područje obuhvaća mnoge različite kulturne i etničko-jezične skupine, prvenstveno semitske (Arapi, Asirci, Druzi, Maroniti, Židovi), turkijske (Turci, Azeri) i iranske (Perzijanci, Kurdi), te ostale (Grci, Berberi). Oni nisu međusobno toliko slični koliko se to ponekad pretpostavlja. 
Većina zapadnih definicija „Bliskog istoka”, u utvrđenim referentnim knjigama i u uobičajenoj uporabi, definira regiju kao „države u Jugozapadnoj Aziji od Irana (Perzije) do Egipta”. Egipat se zajedno sa Sinajskim poluotokom u Aziji obično smatra dijelom „Bliskog istoka”, iako većina zemlje leži geografski u sjevernoj Africi. Budući da nisu povezane s Azijom, međunarodni mediji sve više nazivaju Libiju, Tunis i Maroko sjevernoafričkim državama — nasuprot istočnim zemljama (od Irana do azijskog dijela Egipta).
Jedna od široko korištenih definicija „Bliskog istoka” je definicija zrakoplovne industrije koju provodi IATA-ina organizacija za standarde. Ta definicija — od početka 2006. — uključuje Bahrein, Egipat, Irak, Iran, Izrael, Jemen, Jordan, Katar, Kuvajt, Libanon, Oman, Palestinske teritorije, Saudijsku Arabiju, Sirijsku Arapsku Republiku, Sudan i Ujedinjene Arapske Emirate Ova se definicija koristi diljem svijeta u određivanju cijena letova i taksenih obračuna za putnike i teret.

## Povijest
Bliski istok je rodno mjesto i duhovno središte zoroastrizma, judaizma, kršćanstva i islama. Regija je proživjela i razdoblja relativne tolerancije i razdoblja relativnog nasilja. U 20. stoljeću Bliski istok je bio poprištem svjetskih pitanja, pa je predstavljao strateški, ekonomski, politički, kulturno i religijski osjetljivo područje. On posjeduje značajne zalihe sirove nafte.

## Granice
Granice „Bliskog istoka” proizvoljne su i nedefinirane, no najčešće uključuju Bahrein, Cipar, Egipat, Tursku, Iran (Perziju), Irak, Izrael, Jordan, Kuvajt, Libanon, Oman, Katar, Saudijsku Arabiju, Siriju, Ujedinjene Arapske Emirate, Jemen, Zapadnu obalu i Pojas Gaze.
Iran se često smatra istočnom granicom, a Afganistan i zapadna Pakistan se često ubrajaju zbog svojeg bliskog odnosa (etnički i religijski) s većinskim skupinama iranskih naroda kao i povijesnih veza s Bliskim istokom, uključujući dijelove raznih carstava koja su se prostirala u regiji. Značajna carstva osnovali su među ostalima iranski Perzijanci i Kurdi. Afganistan, Tadžikistan i zapadni Pakistan (Beludžistan i Sjeverozapadna granična pokrajina) dijele bliske kulturološke, jezične i povijesne veze s Iranom i također su dio Iranske visoravni, dok je iranski odnos s nekim arapskim državama utemeljen više na šijitskoj religiji i geografskoj blizini.
Iako se često smještaju izvan okvira Bliskog istoka, Sjeverna Afrika ili Magreb nemaju jake kulturne i jezične veze s regijom, a povijesno su dijelili mnoge događaje koji su oblikovali mediteransku i bliskoistočnu regiju. Te događaje potaknuli su fenička kolonija Kartaga, grčko-rimska civilizacija, te muslimansko arapsko-berbersko i Otomansko Carstvo. Magreb se ponekad uključuje, a ponekad isključuje iz Bliskog istoka od medija i u neformalnoj uporabi. Većina akademika ipak nastavlja identificirati sjevernu Afriku kao geografski dio Afrike, ali uz blisku povezanost s jugozapadnom Azijom u terminima politike, kulture, religije, jezika, povijesti i genetike. To se može usporediti s ostalim sličnim primjerima poput Tasmanije i Newfoundlanda koji geografski ne pripadaju Europi, ali dijele mnogo osobina sa sjeverozapadnom i sjevernom Europom. Madagaskar je jednako tako u određenom smislu bliži jugoistočnoj Aziji nego jugoistočnoj Africi.
Iako se često grupiraju u Jugozapadnu Aziju na osnovi geografske blizine i kontinuiteta, Kavkaz, Cipar i Turska se općenito smatraju dijelom Europe u kulturnom i političkom smislu zbog svojih povijesnih i nedavnih političkih veza s tom regijom. Armenija i Cipar, primjerice, iako se nalaze geografski vrlo blizu Bliskog istoka, posjeduju dva važna kriterija koji ih povezuju više s Europom nego s Bliskim istokom: njihov nacionalni identitet koji kombinira indo-europsku lingvističku pozadinu i većinu stanovništva koja pristaje uz kršćanstvo. Ti čimbenici ne odgovoraju karakteristikama bliskoistočnih zemalja koji imaju samo jednu osobinu (indo-europski jezici, primjerice, dominiraju Iranom i Afganistanom) ili drugu (Libanon je jedina zemlja koja ima kršćansku većinu, iako i to ostaje jednako spekulativno). Turska ne posjeduje nijednu od tih europskih osobina, ali ima duboku povijesnu (i prema genetskom istraživanju DNA) povezanost s Europom pošto je bila sjedište Bizantinskog i Otomanskog Carstva koja su se prostirala u Europi. Kao buduća članica Europske unije i dugogodišnja članica NATO-a, Turska je prihvatila sekularne osobine koje dominiraju Europom, a odbacila je mnoge veze s Bliskim istokom uz iznimku islamske religije. Gruzija i Azerbajdžan su proživjeli korjenitu promjenu tijekom vlasti Ruskog Carstva i Sovjetskog Saveza, a više se smatraju „europskim” nego „bliskoistočnim” zemljama. Ove se dvije zemlje općenito vide kao regionalni blok kavkaske regije.
Srednjoazijske zemlje iz bivšeg sovjetskog bloka također pokazuju u različitim stupnjevima sklonost i povijesne veze s Bliskim istokom, ali ni na jedan uniformirani način. Dok južne države Turkmenistan, Uzbekistan i Tadžikistan prikazuju mnoge kulturne, povijesne i sociopolitičke sličnosti s Bliskim istokom, Kazahstan i Kirgistan su primjeri zabačenijih i mješovitih kultura. Zbog toga su ove države viđene kao euroazijske (na načine slične s Kavkazom), a njihova ih je ruska/sovjetska prošlost odijelila na različite načine od Bliskog istoka. Kasnije je uslijedio pokret za ponovnu uspostavu veza s regijom (npr. u Tadžikistanu je utemeljen na etničko-jezičnim poveznicama s Iranom i Afganistanom). Poput Kavkaza i Turske, Središnja Azija ima jake sekularne i „zapadnjačke” sklonosti koje su ostavština Sovjetskog Saveza. To bi se moglo preokrenuti s nedavnim promjenama prema povijesno-kulturnoj renesansi i ponovnom izbijanju islamskog identiteta koji su desetljećima potiskivale sovjetske vlasti.
Država Izrael također predstavlja jedinstvenu fuziju europskih i bliskoistočnih značajki, a zbog geografskog kontinuiteta s Levantom i većinskim stanovništvom koje je pretežno bliskoistočno (uključujući sefardske Židove, Sabre, izraelske Arape, itd.) možda dijeli više sličnosti sa svojim susjedima nego što je to odmah vidljivo iz medijske pokrivenosti.

## Eurocentrizam
Budući da su naziv Bliski istok skovali Europljani, mnogi su ga kritizirali zbog percipiranog eurocentrizma. Danas termin koriste jednako Europljani kao i ostali, za razliku od sličnog termina Mašrek koji se isključivo koristi u kontekstu arapskog jezika. Iz perspektive zapadne Europe regija se nalazi na istoku, dok Indijcu regija leži na zapadu, a Rusu na jugu. Oznaka Srednji je također dovela do zbrke u promjenama definicije. Prije Prvog svjetskog rata Bliski istok se koristio u engleskom jeziku za označavanje Balkana i Otomanskog Carstva, dok je Srednji istok označavao Perziju, Afganistan, te Središnju Aziju, Turkistan i Kavkaz. Nasuprot tome, Daleki istok se odnosio na zemlje Istočne, tj. Kinu, Japan, Koreju, Hong Kong, Tajvan itd. Kritike ovih termina obično predlažu uporabu alternativnog termina poput „Zapadne” ili „Jugozapadne Azije”.
Nestankom Otomanskog Carstva 1918. godine „Bliski istok” je uvelike izašao iz uobičajene uporabe u engleskom jeziku, dok se „Srednji istok” počeo primjenjivati na novonastale države islamskog svijeta. Upotreba naziva „Bliski istok” ipak se održala u raznim akademskim disciplinama, uključujući arheologiju i starovjekovnu povijest u kojima opisuje područje identično s terminom Srednji istok koji se ne koristi u tim disciplinama. Ukratko, termin Srednji istok je stekao popularnost kada je britanski/francuski dio svijeta koristio taj termin. U njemačkom jeziku termin Naher Osten (Bliski istok) je još uvijek u uobičajenoj uporabi, a u ruskom jeziku pojam Ближний Восток (Bliski istok) predstavlja jedini odgovarajući termin za regiju.
U hrvatskom jeziku značenje pojma „Bliski istok” odgovara području Jugozapadne Azije, tj. području koje je na sjeveru omeđeno Turskom, na jugu Arapskim morem, na zapadu Egiptom, a na istoku Iranom.
Kritike eurocentrizma povezane su naravno s činjenicom da su 'istok' i 'zapad' definirani prema geografskoj dužini odnosno prema nultom ili griničkom meridijanu, pa su stoga inherentno eurocentrične. Rezultat toga je britanski kartografski standard kojeg je široko prihvatila Međunarodna meridijanska konferencija 1883. godine.

## Neizravni prijevodi
U ostalim europskim jezicima postoje termini slični „Bliskom” i „Srednjem istoku”, no kako su to relativni pojmovi, značenja ovise o zemlji, pa se općenito razlikuju od engleskih naziva (primjeri: Proche-Orient, Moyen-Orient, Naher Osten, Ближний Восток, Oriente Próximo).

## Slični nazivi
Nedostatak preciznosti u određivanju granica Bliskog istoka je na određen način prednost, jer se može koristiti za opisivanje raznih kulturnih i političkih kriterija. Ta neodređenost u definiciji dovela je do nastanka alternativnih neutralnih termina poput jugozapadne i zapadne Azije. Te termine najviše koriste međunarodne organizacije i pokreti, a u Indiji ih najčešće koriste vlada i mediji. Pojam Arapski svijet nije istoznačan termin za Bliski istok, iako pokriva većinu istog područja. Azijski se dio arapskog svijeta (uključujući samu Arabiju) naziva Mašrek. „Bliski istok-Sjeverna Afrika” (engl. kratica MENA) ponekad se koristi za obuhvaćanje zone od Maroka do Irana, a također se povremeno naziva „Veliki Bliski istok”. Taj se termin ponekad koristi za označavanje čitavog područja od Sahare do Mediterana u Africi, a u Aziji zapadno od Kine i Indije, te južno od Rusije. Termin koriste neki povjesničari koji se bave raznim carstvima i civilizacijama (uključujući mediteransku grčko-rimsku i iransku civilizaciju kao i ogromne arapske kalifate, te regije gdje su muslimanski Turci rano uspostavili svoju vlast). On obuhvaća na zapadu sjevernu Afriku i Tursku sve do Pakistana i Afganistana na istoku. Naziv „Veliki Bliski istok” ostaje u uporabi grupacije G8, američkog State Departmenta, te raznih akademskih institucija poput Bliskoistočnog instituta.

## Sukobi
Regija je danas karakterizirana jakim političkim napetostima poput, izraelsko-palestinskog sukoba, tursko-kurdskog sukoba, prisutnosti američke vojske, pitanja prava na vodne resurse, te brojnih manjih, ali jednako važnih pitanja graničnih sporova između Sirije i Turske, Egipta i Sudana, te Jemena i Saudijske Arabije. Također su važna građanska prava religijskih manjina u Iraku i Bahreinu, te sigurnost koptskih kršćana u Egiptu.

## Regije
- Iranska visoravan - Iran, Afganistan, JZ Pakistan
- Anatolija - Turska
- Sredozemno more - Cipar
- Arabija - arapske zemlje Perzijskog zaljeva - Saudijska Arabija, Kuvajt, Katar, Ujedinjeni Arapski Emirati, Oman, Jemen, Bahrein i Irak
- Levant - Sirija, Izrael, Jordan, Libanon, Zapadna obala i Pojas Gaze, egipatski Sinajski poluotok

## Poveznice
- Jugozapadna Azija
- Kolijevka čovječanstva
- Plodni polumjesec
- Orijent

## Vanjske poveznice
- (engl.) Gomideast: Where in the world is the Middle East?
- (engl.) Pars Times: Middle East Resource Guide
- (engl.) Ancient Near East - portal za arheologiju i starovjekovnu kulturu Bliskog istoka
- (engl.) Middle East Studies Association (MESA)  Arhivirana inačica izvorne stranice od 28. rujna 2011. (Wayback Machine)
- (engl.) University of Chicago Library: Middle East Department

Sestrinski projekti
|  | Zajednički poslužitelj ima stranicu o temi Bliski istok    |
|  | Zajednički poslužitelj ima još gradiva o temi Bliski istok |